# Martin Axenrot
Martin Axenrot (Linköping, 5 marzo 1979) è un batterista svedese, conosciuto per la sua militanza negli Opeth, ed inoltre come membro della death metal band Witchery. Tuttora membro dei Bloodbath.

## Biografia
Axenrot (spesso soprannominato "Axe") aveva sostituito il batterista degli Opeth, Martin Lopez, nel tour del 2005 a causa di una serie di attacchi di panico che avevano impedito a Lopez di poter suonare. Il 12 maggio 2006 Martin Lopez ha lasciato gli Opeth e Axenrot è entrato ufficialmente a far parte del gruppo. Ha suonato anche nei Satanic Slaughter e con i Witchery.
Axenrot ha deciso di lasciare la band Opeth dopo la registrazione del loro album In Cauda Venenum (2019)